# Междоусобица
Междоусо́бица или усо́бица — внутренний конфликт, война между какими-нибудь общественными группами или лицами в государстве или стране (крае, регионе), преимущественно в феодальных, также давний спор или борьба, в том числе и вооружённая, между социальными группами людей, особенно семьями или родами.
Также в литературе, некоторыми авторами, для данного явления употребляют словосочетания домашняя вражда, династическая распря, династическое столкновение, династический кризис, и так далее.

## История
Междоусобица начинается, если её никто не сдерживает, когда одна из сторон подвергается нападению, либо чувствует себя оскорбленной или обиженной другой стороной. Например, при короле Астурии Альфонсо III началась кровавая междоусобица, и в 910 году он был разбит сыновьями, после чего отказался от престола в пользу Гарсии. Сильное чувство обиды вызывает желание расплаты и мести, что вызывает у другой стороны тождественное чувство обиженности и мстительности. Спор постоянно подпитывается длительным обоюдным насилием. Этот непрерывный цикл провокаций и мести делает чрезвычайно трудным прекращения междоусобицы мирным путём. Так по смерти, в 1187 году, князя Ярослава Осмосмысла возникла междоусобица в Галицком княжестве между его сыновьями Олегом и Владимиром, чем воспользовался венгерский король Бела и занял Галич.
К междоусобицам часто привлекаются члены семей начальных сторон и/или связанные с ними, например Война за тюрингское наследство, Война за испанское наследство, Война за австрийское наследство, и так далее. Таким образом, они могут продолжаться в течение поколений и вылиться в экстремальные акты насилия. Они могут толковаться как крайнее разрастание социальных отношений, основанных на чести семьи.
К началу Раннего Нового времени междоусобицы считались законными правовыми инструментами и в какой-то мере регулировались. Например, сербская культура называет междоусобицу серб. krvna osveta, что означает «кровная месть», которая имела негласные, но очень важные правила.
В племенных обществах кровная месть в сочетании с практикой кровавых денег функционировала как эффективная форма общественного контроля в целях ограничения и пресечения конфликтов между отдельными лицами и группами, которые связаны родством, что было описано в статье «Мир междоусобиц» (англ. The Peace in the Feud) антропологом Максом Глакманом в 1955 году.